# Jaime Oncins
Jaime Oncins (São Paulo, 16 juni 1970) is een voormalig tennisser uit Brazilië, die tussen 1988 en 2001 actief was in het professionele tenniscircuit. Hij nam in 1992 deel aan de Olympische Spelen.
Oncins won in zijn loopbaan twee ATP-toernooien in het enkelspel en was daarnaast ook nog eens vijf keer toernooiwinnaar in het dubbelspel.
In 2001 verloor Oncins met Paola Suárez de gemengddubbelspelfinale van Roland Garros tegen het Spaanse duo Virginia Ruano Pascual / Tomás Carbonell met 7-5 en 6-3.

## Palmares
| Legenda                       | Legenda               |
| ----------------------------- | --------------------- |
| Grand Slam                    |                       |
| Olympische Spelen             |                       |
| tot 2009                      | vanaf 2009            |
| Tennis Masters Cup            | ATP Finals            |
| ATP Masters Series            | ATP Tour Masters 1000 |
| ATP International Series Gold | ATP Tour 500          |
| ATP International Series      | ATP Tour 250          |

### Enkelspel
| Nr.              | Datum      | Toernooi      | Ondergrond | Tegenstander in finale | Score         |         |
| ---------------- | ---------- | ------------- | ---------- | ---------------------- | ------------- | ------- |
| gewonnen finales |            |               |            |                        |               |         |
| 1.               | 1992-05-24 | ATP Bologna   | gravel     | Renzo Furlan           | 6-2, 6-4      | details |
| 2.               | 1992-11-08 | ATP Búzios    | hardcourt  | Luis Herrera           | 6-3, 6-2      | details |
| verloren finales |            |               |            |                        |               |         |
| 1.               | 1991-11-03 | ATP Búzios    | hardcourt  | Jordi Arrese           | 6-1, 4-6, 0-6 | details |
| 2.               | 1991-11-10 | ATP São Paulo | hardcourt  | Christian Miniussi     | 6-2, 3-6, 4-6 | details |
| 3.               | 1992-11-09 | ATP São Paulo | hardcourt  | Luiz Mattar            | 1-6, 4-6      | details |

### Dubbelspel
| Nr.                           | Datum      | Toernooi         | Ondergrond | Partner           | Tegenstanders in finale              | Score         |         |
| ----------------------------- | ---------- | ---------------- | ---------- | ----------------- | ------------------------------------ | ------------- | ------- |
| gewonnen finales heren dubbel |            |                  |            |                   |                                      |               |         |
| 1.                            | 1991-11-10 | ATP São Paulo    | hardcourt  | Andrés Gómez      | Jorge Lozano Cássio Motta            | 7-5, 6-4      | details |
| 2.                            | 1993-02-28 | ATP Mexico City  | gravel     | Leonardo Lavalle  | Horacio de la Peña Jorge Lozano      | 7-6, 6-4      | details |
| 3.                            | 1999-03-28 | ATP Casablanca   | gravel     | Fernando Meligeni | Massimo Ardinghi Vincenzo Santopadre | 6-2, 6-3      | details |
| 4.                            | 1999-06-13 | ATP Merano       | gravel     | Lucas Arnold Ker  | Marc-Kevin Goellner Eric Taino       | 6-4, 7-6      | details |
| 5.                            | 1999-07-25 | ATP Stuttgart    | gravel     | Daniel Orsanic    | Aleksandar Kitinov Jack Waite        | 6-2, 6-1      | details |
| verloren finales heren dubbel |            |                  |            |                   |                                      |               |         |
| 1.                            | 1991-01-06 | ATP Wellington   | hardcourt  | John Letts        | Luiz Mattar Nicolas Pereira          | 6-4, 6-7, 2-6 | details |
| 2.                            | 1991-05-05 | ATP Madrid       | gravel     | Luiz Mattar       | Gustavo Luza Cássio Motta            | 0-6, 5-7      | details |
| 3.                            | 1991-05-26 | ATP Bologna      | gravel     | Luiz Mattar       | Luke Jensen Laurie Warder            | 4-6, 6-7      | details |
| 4.                            | 1993-08-08 | ATP Praag        | gravel     | Jorge Lozano      | Hendrik Jan Davids Libor Pimek       | 3-6, 6-7      | details |
| 5.                            | 2001-05-06 | ATP München      | gravel     | Daniel Orsanic    | Petr Luxa Radek Štěpánek             | 7-5, 2-6, 6-7 | details |
| 6.                            | 2001-05-27 | ATP Sankt Pölten | gravel     | Daniel Orsanic    | Petr Pála David Rikl                 | 3-6, 7-5, 5-7 | details |

## Resultaten grandslamtoernooien
| Legenda | Legenda                          |
| ------- | -------------------------------- |
| g.t.    | geen toernooi gehouden           |
| l.c.    | lagere categorie                 |
| –       | niet deelgenomen                 |
| G       | uitgeschakeld in de groepsfase   |
| 1R      | uitgeschakeld in de eerste ronde |
| 2R      | uitgeschakeld in de tweede ronde |
| 3R      | uitgeschakeld in de derde ronde  |
| 4R      | uitgeschakeld in de vierde ronde |
| KF      | uitgeschakeld in de kwartfinale  |
| HF      | uitgeschakeld in de halve finale |
| F       | de finale verloren               |
| W       | het toernooi gewonnen            |
| w-v     | winst/verlies-balans             |

### Enkelspel
| Toernooi        | 1991 | 1992 | 1993 | 1994 | 1995 |
| --------------- | ---- | ---- | ---- | ---- | ---- |
| Australian Open | 3R   | 1R   | –    | –    | –    |
| Roland Garros   | 2R   | 4R   | 2R   | –    | –    |
| Wimbledon       | 1R   | –    | –    | –    | –    |
| US Open         | 1R   | 1R   | 1R   | 1R   | 1R   |

### Mannendubbelspel
| Toernooi        | 1991 | 1992 | 1993 | 1994 | 1999 | 2000 | 2001 |
| --------------- | ---- | ---- | ---- | ---- | ---- | ---- | ---- |
| Australian Open | –    | 1R   | –    | –    | –    | 1R   | –    |
| Roland Garros   | 1R   | 1R   | 3R   | 1R   | 2R   | HF   | 1R   |
| Wimbledon       | 1R   | –    | –    | –    | 1R   | 3R   | –    |
| US Open         | 2R   | 1R   | 1R   | –    | 1R   | 3R   | 2R   |